# Arcidiecéze Kigali
Arcidiecéze Kigali (latinsky Archidioecesis Kigaliensis) je jediná římskokatolická metropolitní arcidiecéze ve Rwandě, která má 8 sufragánních diecézí.  V jejím čele stojí arcibiskup Antoine Kambanda, jmenovaný papežem Františkem v roce 2019.